# Benjamin Diez
Benjamin Diez (Nice, 4 de abril de 1998) é um jogador de voleibol francês que atua na posição de líbero.

## Carreira

### Clube
Diez atuou nas categorias de base do Centro Nacional de Volley-Ball de 2014 a 2016. Atuou pelo AS Cannes de 2016 a 2018, por onde conquistou o acesso do clube a primeira divisão após conquista da segunda divisão do Campeonato Francês de 2017–18. Em 2018 foi contratado pelo Montpellier UC, por onde ficou vinculado por duas temporadas. Em 2020 foi atuar no voleibol suíço após fechar contrato com o Chênois Genève VB. Com o time suíco, o líbero foi campeão do Campeonato Suíco na temporada 2020–21.
Em 2021 o líbero voltou a atuar no voleibol francês após se transferir para o Paris Volley. No ano seguinte o atleta fechou contrato com o Tours Volley-Ball.

### Seleção
Diez atuou pela seleção francesa sub-19 de 2013 a 2015. Em 2015 disputou o Campeonato Mundial Sub-19, onde terminou na 11ª colocação. Com a seleção adulta francesa conquistou o terceiro lugar na Liga das Nações de 2021, ao derrotar a seleção eslovena por 3 sets a 0. No ano seguinte, se tornou campeão da mesma competição ao derrotar a seleção norte-americana.

## Títulos
Chênois Genève VB
- Campeonato Suíço: 2020–21

Tours Volley-Ball
- Campeonato Francês: 2022–23
- Copa da França: 2022–23

## Clubes
| Anos      | Clube             |
| --------- | ----------------- |
| 2016–2018 | AS Cannes         |
| 2018–2020 | Montpellier UC    |
| 2020–2021 | Chênois Genève VB |
| 2021–2022 | Paris Volley      |
| 2022–     | Tours Volley-Ball |

## Prêmios individuais
- 2018: Campeonato Francês - Ligue B – Melhor líbero